# شیرین‌بیان سرسان
شیرین بیان سرسان، شیرین بیان تیغالی (نام علمی: Glycyrrhiza echinata) نام یک گونه از سرده شیرین بیان است.